# Slo-Mo-Tion
«Slo-Mo-Tion» —en español: «Cámara Lenta / Movimiento Lento»— es una canción de rock Industrial interpretada por la banda estadounidense Marilyn Manson e incluida originalmente en su octavo álbum de estudio Born Villain (2012). El vocalista Marilyn Manson compuso el tema junto con la producción musical de Twiggy Ramirez y Chris Vrenna. De esta forma, entre junio y julio de 2012, Cooking Vinyl lo lanzó como segundo sencillo del álbum, a modo de sucesora de «No Reflection» y «Overneath the Path of Misery». Meses más tarde, se lanzó la versión EP, con un total de seis versiones diferentes.
Manson ideó el concepto del video musical y lo rodó bajo su misma dirección, quien también ya había dirigido vídeos anteriores como «Heart-Shaped Glasses (When the Heart Guides the Hand)» y «Rock is Dead». El estreno se realizó el 21 de agosto de 2012, Las escenas incorporan cameos de Twiggy Ramirez y el actor Steve Little.

## Antecedentes
En diciembre de 2011 durante una entrevista en el programa That Metal Show, el vocalista Marilyn Manson reveló el título del tema como un adelanto de Born Villain, el cual ya sostenía promoción con el vídeo del tema «Overneath the Path of Misery».
En 2012 La banda confirmó a «Slo-Mo-Tion» como segundo sencillo mediante su cuenta oficial de Facebook, en el cual publicó la portada del sencillo promocional que lo respalda, mientras tanto la firma Cooking Vinyl publicó en su cuenta de Beatport el tema remezclado con el nombre de Dirtyphonics Remix. En mayo del mismo «Slo-Mo-Tion» fue agregada al repertorio del Hey, Cruel World...Tour mientras se promovía el vídeo y la venta del sencillo en el sitio web individual del tema.

## Composición
«Slo-Mo-Tion» fue compuesta y producida por Marilyn Manson y por Twiggy Ramirez. Se grabó en los estudios Zane-A-Due de California, Estados Unidos y en The Blue Room.
El tema comienza con efectos remezclados y un solo de guitarra inicial. A esto le sigue el pulso marcado por la percusión y un riff para cantar el gancho You’ve got your - Hell’s teeth. Tras la primera estrofa le sigue el estribillo a plena voz, donde Manson canta This is my beautiful show and everything is shot in slo-motion («Este es mi hermoso show y en el se dispara en cámara lenta»). Sigue un pasaje hablado posterior al estribillo, que consiste en el verso SLO-MO-TION con un efecto re-mezlcado a forma lenta y fuerte, el cantante cita variantes palabras y versos ligadas al Cine y a la Música, como Cámara lenta, Cámara con Flash incluido, Real Hit («Un Gran Éxito») y I’m the host with Vaseline («Soy el anfitrión con vaselina»).

## Recepción a la crítica

De acuerdo con la revisión del álbum por parte de Billboard, «Slo-Mo-Tion» es considerado un «Un Glam Rock» y «Born Villain» es un «álbum variado de géneros».

«Slo-Mo-Tion» contó con críticas mixtas. Allmusic lo calificó con tres estrellas y media de cinco, NME en su revisión de Born Villain opinó que el tema «establece un tono de guitarras de mala calidad» y también señaló que es una mezcla de «elaborados beats industriales», mientras tanto Billboard en su revisión del álbum lo consideró como «Un Glam Rock».

## Video musical
El vídeo se estrenó el 21 de agosto de 2012.
Fue dirigido completamente por el mismo Manson, el mismo que desde junio de 2012 filtro mediante Facebook fotografías que explicaban algunas de las escenas. El final del vídeo dio de que hablar, pues se ve cómo Manson, usando la misma vestimenta usada en el Hey, Cruel World...Tour, dispara a un sujeto en bicicleta desde una azotea, escena que causó el aviso de Advertencia antes de comenzar el vídeo, siendo así prohibido para menores de dieciocho años y convirtiéndose en el primer vídeo de la banda que da aviso de contenido explícito.
El sitio de Loudwire lo describió como «Oscuro y artístico, principalmente con disparos de Manson con varios trajes y un maquillaje con cortes rápidos y un montón de efectos e iluminación para hacer cosas interesantes»

Cabe mencionar que en enero de 2013, el vídeo logró superar el millón de producciones en el sitio web YouTube.

## Surgimiento del título
El título «Slo-Mo-Tion» proviene de la definición cinematográfica Slow-Motion, que al colocarlo como «Slo-Mo-Tion» representa un juego de palabras entre emotion —en español: «emoción»— y Slow-Motion —en español: «movimiento lento», Dichas palabras son representadas en el vídeo, cuando escenas son editadas en pequeños lapsos lentos justo en los momentos cuando menciona Este es mi hermoso show y en el todo se dispara en cámara lenta.

## Interpretaciones en directo
«Slo-Mo-Tion» se interpretó en el Hey, Cruel World...Tour después de la actualización que sufrió el repertorio, donde Manson solía usar gafas de sol junto a un vestuario extravagante color rosado, máscaras y otros accesorios más, aunque cabe destacar que en varios de los conciertos solía usar la vestimenta y accesorios en The Dope Show e interpretar «Slo-Mo-Tion» de manera sencilla. Durante un concierto en Texas, Manson cubrió su rostro un largo tiempo en la interpretación de la canción.

## Sitio web del sencillo
Marilyn Manson lanzó un sitio web individual solamente para «Slo-Mo-Tion», dicho sitio ofreció la premier del videoclip y contiene un enlacé para la venta del EP de re-mezclas en la tienda digitial iTunes. Esta no es la primera ocasión en la que Manson lanza una web para un proyecto, pues lanzó un sitio web para el álbum Born Villain y para el cortometraje del tema Overneath the Path of Misery.

## Apariciones
- El tema fue usado en el programa So You Think You Can Dance.

## Lista de canciones
- Descarga Digital

| Slo-Mo-Tion: Single |                                    |          |  |
| N.º                 | Título                             | Duración |  |
| 1.                  | «Slo-Mo-Tion» (Album Version)      | 4:24     |  |
| 2.                  | «Slo-Mo-Tion» (Dirtyphonics Remix) | 5:24     |  |

| Slo-Mo-Tion: EP - Remixes |                                             |          |  |
| N.º                       | Título                                      | Duración |  |
| 1.                        | «Slo-Mo-Tion» (Proxy Remix)                 | 3:46     |  |
| 2.                        | «Slo-Mo-Tion» (Sandwell District Remix)     | 6:41     |  |
| 3.                        | «Slo-Mo-Tion» (Dirtyphonics Remix)          | 5:24     |  |
| 4.                        | «Slo-Mo-Tion» (Proxy Dub Remix)             | 3:46     |  |
| 5.                        | «Slo-Mo-Tion» (Sandwell District Dub Remix) | 6:43     |  |
| 6.                        | «Slo-Mo-Tion» (Album Version)               | 4:24     |  |

- Sencillo CD

| Slo-Mo-Tion, Reino Unido |                                      |          |  |
| N.º                      | Título                               | Duración |  |
| 1.                       | «Slo-Mo-Tion» (Radio Edit)           | 3:30     |  |
| 2.                       | «Slo-Mo-Tion» (Dirtyphonics Remix)   | 5:24     |  |
| 3.                       | «Slo-Mo-Tion» (Versión instrumental) | 4:13     |  |
| 4.                       | «Slo-Mo-Tion» (Album Version)        | 4:21     |  |

## Historial de lanzamientos
| Región         | Fecha                  | Formato                          | Ref.   |
| -------------- | ---------------------- | -------------------------------- | ------ |
| Estados Unidos | 13 de agosto de 2012   | Descarga digital, Sencillo en CD | [ 13 ] |
| Reino Unido    | 13 de agosto de 2012   | Descarga digital, Sencillo en CD | [ 15 ] |
| Francia        | 4 de noviembre de 2012 | Descarga digital, Sencillo en CD | [ 16 ] |
| México         | 6 de noviembre de 2012 | Descarga digital, Sencillo en CD | [ 17 ] |

## Créditos y personal
- Marilyn Manson: composición, voz principal, producción, instrumentación
- Twiggy Ramirez: mezcla, instrumentación, composición
- Chris Vrenna: Mezcla, composición
- Fred Sablan: Mezcla, composición

Fuente: Discogs.